# Harmsia
Harmsia é um género botânico pertencente à família Malvaceae.

## Espécies
- Harmsia lepidota (Vollesen) M. Jenny